# James Stockdale

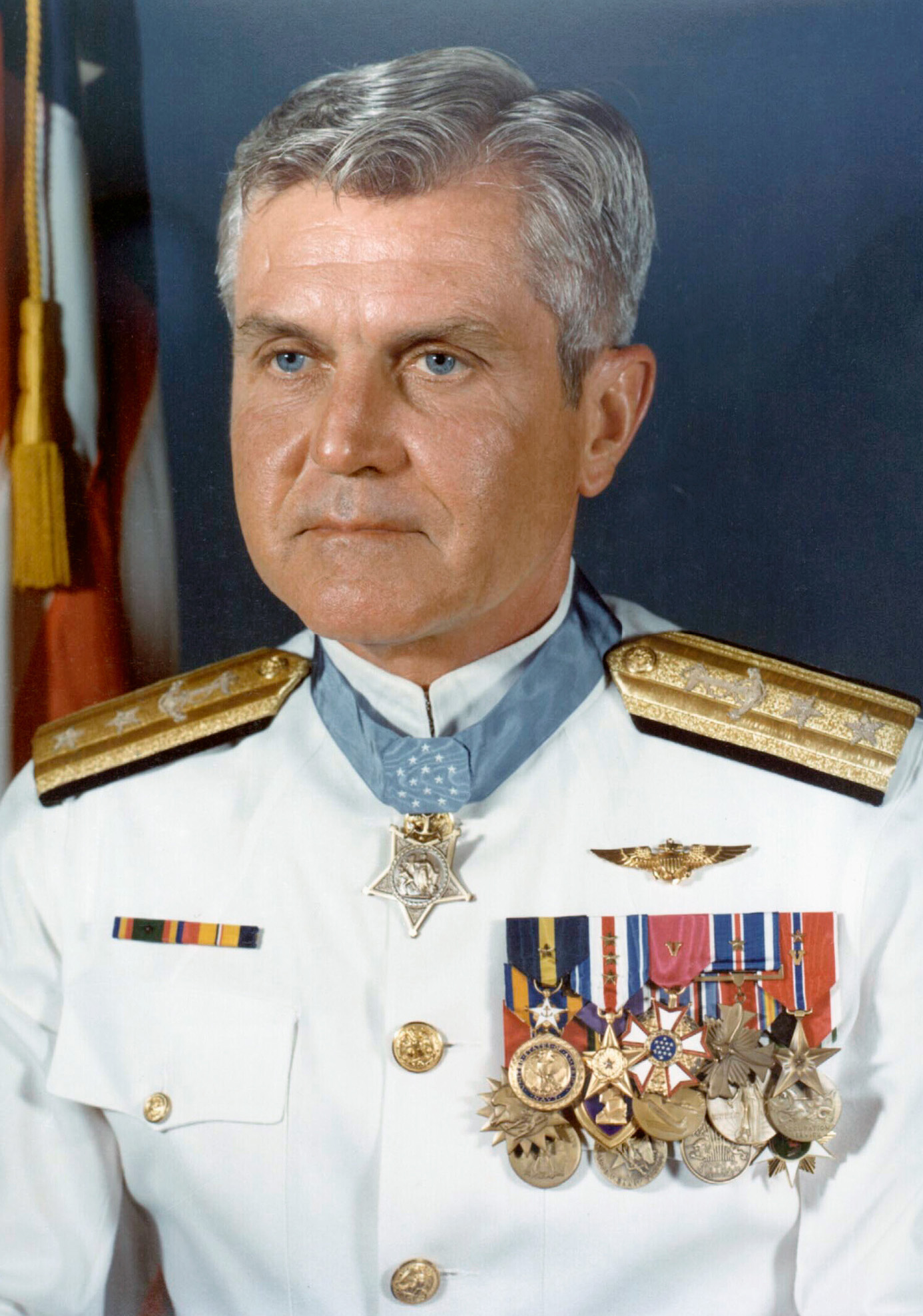

James Bond "Jim" Stockdale (23 de dezembro de 1923 - 5 de julho de 2005) foi um vice-almirante e aviador da Marinha dos Estados Unidos, premiado com a Medalha de Honra na Guerra do Vietnã, durante a qual foi prisioneiro de guerra por mais de sete anos.
Stockdale era o oficial naval mais graduado mantido em cativeiro em Hanói, Vietnã do Norte . Ele liderou ataques aéreos do porta-aviões USS Ticonderoga (CVA-14) durante o incidente do Golfo de Tonkin em 1964. Em sua próxima implantação, enquanto comandante do Carrier Air Wing Sixteen a bordo do porta-aviões USS Oriskany (CV-34), seu jato A-4 Skyhawk foi abatido no Vietnã do Norte em 9 de setembro de 1965. Ele serviu como presidente do Naval War College de outubro de 1977 até se aposentar da marinha em 1979. Como vice-almirante, Stockdale foi o presidente da Cidadela de 1979 a 1980.
Stockdale foi candidato a vice-presidente dos Estados Unidos nas eleições presidenciais de 1992, na chapa independente de Ross Perot.

## Infância e educação
Stockdale nasceu em Abingdon, Illinois, em 23 de dezembro de 1923, filho de Vernon Beard Stockdale (1888–1964) e Mabel Edith Stockdale (née Bond ; 1889–1967). Após um breve período no Monmouth College, ingressou na Academia Naval dos Estados Unidos em Annapolis, Maryland, em junho de 1943.

## candidatura a vice-presidente
Stockdale conheceu o empresário e candidato presidencial Ross Perot por meio do trabalho de sua esposa no estabelecimento de uma organização para representar as famílias dos prisioneiros de guerra do Vietnã. Em 30 de março de 1992, Perot anunciou que havia pedido a Stockdale que fosse seu candidato provisório a vice-presidente na chapa independente de Ross Perot em 1992. Perot pretendia substituir Stockdale por outro candidato, mas não o fez antes de desistir da disputa em julho de 1992.
Perot acabou voltando à corrida no outono de 1992, com Stockdale ainda no cargo como candidato à vice-presidência. Stockdale não foi informado de que participaria do debate vice-presidencial de 13 de outubro realizado em Atlanta, Geórgia, até uma semana antes do evento. Ele não teve nenhuma preparação formal para o debate, ao contrário de seus oponentes Al Gore e Dan Quayle, e não discutiu nenhuma questão política com Perot de antemão.
Stockdale abriu o debate dizendo: "Quem sou eu? Por que estou aqui?", Ao responder a um pedido de declaração de abertura do moderador do debate, Hal Bruno, diretor político da ABC News. Inicialmente, as perguntas retóricas arrancaram aplausos do público. No entanto, seu estilo desfocado no resto do debate (incluindo pedir ao moderador para repetir uma pergunta porque ele não estava com o aparelho auditivo ligado) o fez parecer confuso e quase desorientado. Uma recriação nada lisonjeira do momento no Saturday Night Live no final daquela semana, com Phil Hartman como Stockdale, consolidou a percepção pública de Stockdale como estúpido. Ele também foi frequentemente parodiado por seu uso repetido do termo " impasse " para descrever a lenta política governamental.
Como sua introdução ao grande segmento de eleitores americanos que nunca tinham ouvido falar dele, o debate foi desastroso para Stockdale. Ele foi retratado na mídia como idoso e confuso, e sua reputação nunca se recuperou. Em uma entrevista de 1999 com Jim Lehrer, Stockdale explicou que as declarações pretendiam ser uma introdução de si mesmo e de sua história pessoal para o público da televisão: 
Em um especial de comédia da HBO de 1994, Dennis Miller fez uma defesa apaixonada do desempenho do debate de Stockdale: 
Perot e Stockdale receberam 19% dos votos na eleição presidencial de 1992, uma das melhores exibições de uma chapa independente na história eleitoral dos Estados Unidos, embora não tenham conquistado nenhum estado.

## Prêmios militares
As condecorações e prêmios de Stockdale incluem:
|  |  |  |

| Distintivo | Insígnia de Aviador Naval                                                      | Insígnia de Aviador Naval                                                  | Insígnia de Aviador Naval                                                                   |
| 1ª linha   | Medalha de Honra                                                               | Medalha de Honra                                                           | Medalha de Honra                                                                            |
| 2ª Fila    | Medalha de Serviço Distinto da Marinha" estrelas douradas                      | Medalha Estrela de Prata c/ três5⁄16 " estrelas douradas                   | Legião de Mérito c/ Combate "V"                                                             |
| 3ª linha   | Distinguished Flying Cross c/ um5⁄16 " estrela dourada                         | Medalha Estrela de Bronze c/ Combate "V" e uma5⁄16 " estrela dourada       | Coração roxo c/ um5⁄16 " estrela dourada                                                    |
| 4ª linha   | Air Medal w/ Strike/Flight Numeral 10                                          | Fita de Ação de Combate                                                    | Comenda da Unidade da Marinha c/ uma3⁄16 " estrela de bronze                                |
| 5ª linha   | Medalha da Campanha Americana                                                  | Medalha da Vitória na Segunda Guerra Mundial                               | Medalha de Serviço de Ocupação da Marinha                                                   |
| 6ª linha   | Medalha do Serviço de Defesa Nacional c/ uma3⁄16 " estrela de bronze           | Medalha Expedicionária das Forças Armadas c/ duas3⁄16 " estrelas de bronze | Medalha de serviço do Vietnã c/ três3⁄16 " estrelas prateadas e uma3⁄16 " estrela de bronze |
| 7ª linha   | Citação de Unidade Meritória da República do Vietnã (Cruz de Bravura) c/ palma | Medalha da Campanha da República do Vietnã com dispositivo de 1960         | Medalha de pontaria de pistola da Marinha com dispositivo "E"                               |

### Citação da Medalha de Honra
A citação oficial da Medalha de Honra de Stockdale diz:
{{Quote|For conspicuous gallantry and intrepidity at the risk of his life above and beyond the call of duty while senior naval officer in the Prisoner of War camps of North Vietnam. Recognized by his captors as the leader in the Prisoners' of War resistance to interrogation and in their refusal to participate in propaganda exploitation, Rear Adm. Stockdale was singled out for interrogation and attendant torture after he was detected in a covert communications attempt. Sensing the start of another purge, and aware that his earlier efforts at self-disfiguration to dissuade his captors from exploiting him for propaganda purposes had resulted in cruel and agonizing punishment, Rear Adm. Stockdale resolved to make himself a symbol of resistance regardless of personal sacrifice. He deliberately inflicted a near-mortal wound to his person in order to convince his captors of his willingness to give up his life rather than capitulate. He was subsequently discovered and revived by the North Vietnamese who, convinced of his indomitable spirit, abated in their employment of excessive harassment and torture toward all of the Prisoners of War. By his heroic action, at great peril to himself, he earned the everlasting gratitude of his fellow prisoners and of his country. Rear Adm. Stockdale's valiant leadership and extraordinary courage in a hostile environment sustain and enhance the finest traditions of the U.S. Naval Service.

## Mais tarde vida e morte
Stockdale retirou-se para Coronado, Califórnia, enquanto sucumbia lentamente à doença de Alzheimer. Ele morreu da doença em 5 de julho de 2005. Ele tinha 81 anos. O funeral de Stockdale foi realizado na Capela da Academia Naval e ele foi enterrado no Cemitério da Academia Naval dos Estados Unidos.
A Marinha dos EUA nomeou uma série de estruturas após Stockdale, incluindo o contratorpedeiro de mísseis guiados da classe Arleigh Burke USS Stockdale (DDG-106), batizado em 10 de maio de 2008. Na Naval Air Station North Island em Coronado, Califórnia, o portão principal (inaugurado em 30 de agosto de 2007) e o edifício-sede da escola de Sobrevivência, Evasão, Resistência e Fuga (SERE) da Frota do Pacífico foram nomeados em sua homenagem. Em julho de 2008, uma estátua dele foi erguida em frente ao Luce Hall na Academia Naval dos Estados Unidos; o salão que abriga o vice-almirante James B. Stockdale Center for Ethical Leadership.
Em 1976, recebeu o Golden Plate Award da American Academy of Achievement.
O Stockdale Center, o centro estudantil do Monmouth College em Monmouth, Illinois, que ele frequentou antes de se transferir para a Academia Naval, foi dedicado em sua homenagem em 1989.
Ele foi consagrado no National Aviation Hall of Fame em 2002.
A Admiral James & Sybil Stockdale Arena na South Kent School recebeu o nome de Stockdale e sua esposa em abril de 2014.
Em outubro de 2014, a Base Aérea do Arizona da Força Aérea Comemorativa colocou em exibição um Grumman AF-2S Guardian restaurado (BuNo 126731) pilotado pelo vice-almirante Stockdale no início de sua carreira na marinha com seu nome no trilho do dossel e todas as marcações como eram quando ele voou a aeronave na década de 1950.
As experiências navais de Stockdale e suas decisões de liderança enquanto oficial naval sênior na prisão no Vietnã do Norte são parte integrante da experiência educacional de cada aspirante em Annapolis.
Uma suíte de luxo no Loews Annapolis Hotel, onde Perot anunciou sua candidatura, foi nomeada em homenagem a Stockdale. 
O Abingdon-Avon High School Auditorium em Abingdon, Illinois, foi nomeado "Stockdale Auditorium" em sua homenagem.

## Escritos de James Stockdale
livros
- Taiwan e a disputa sino-soviética, Stanford University Press, Califórnia, 1962.
- A Ética da Cidadania, Universidade do Texas em Dallas, 1981, palestras de Andrew R. Cecil sobre valores morais em uma sociedade livre apresentaram Stockdale e outros palestrantes.
- James Bond Stockdale fala sobre a "Experiência de derretimento: cresça ou morra", Hoover Institution, Stanford, discurso de 1981 para a turma de formandos da John Carroll University em Cleveland, Ohio.
- A Vietnam Experience: Ten Years of Reflection, Hoover Institution, Stanford, 1984,ISBN 0-8179-8151-9 .
- No amor e na guerra: a história da provação e do sacrifício de uma família durante os anos do Vietnã
  - 1984 Original, Harper &amp; Row, Nova York,ISBN 0-06-015318-0 .
  - Reimpressão de 1990, Naval Institute Press, Annapolis, Maryland,ISBN 0-87021-308-3.
- Coragem Sob Fogo: Testando as Doutrinas de Epicteto em um Laboratório de Comportamento Humano, Hoover Institution, Stanford, 1993,ISBN 0-8179-3692-0 .
- Pensamentos de um piloto de caça filosófico, Hoover Institution, Stanford, 1995ISBN 0-8179-9391-6 .

Outros escritos
- Stockdale on Stoicism I: The Stoic Warrior's Triad Arquivado em 2021-07-16 no Wayback Machine
- Stockdale on Stoicism II: Master of My Fate Arquivado em 2021-07-16 no Wayback Machine